# でんでんタウン

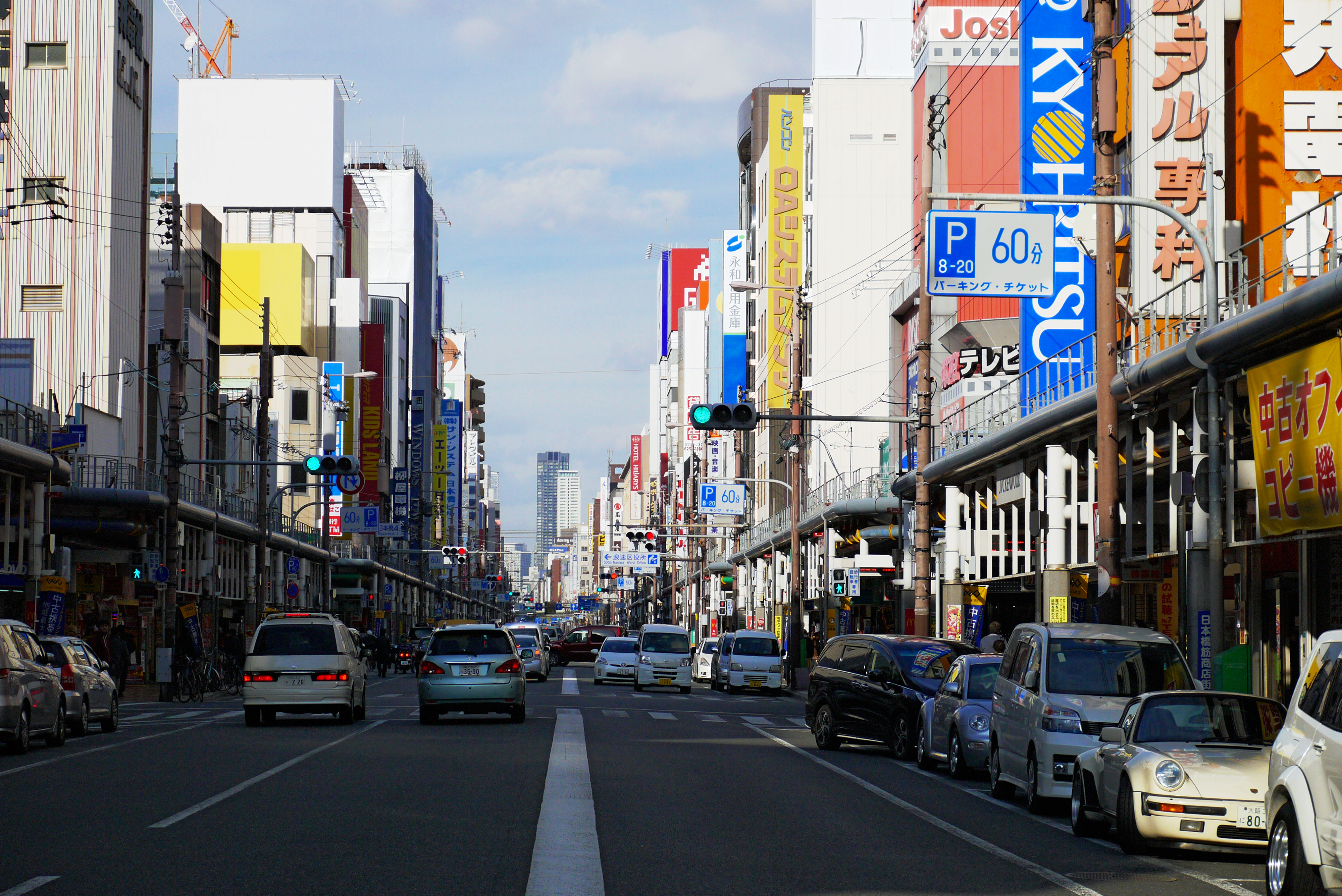
堺筋（2014年12月撮影）

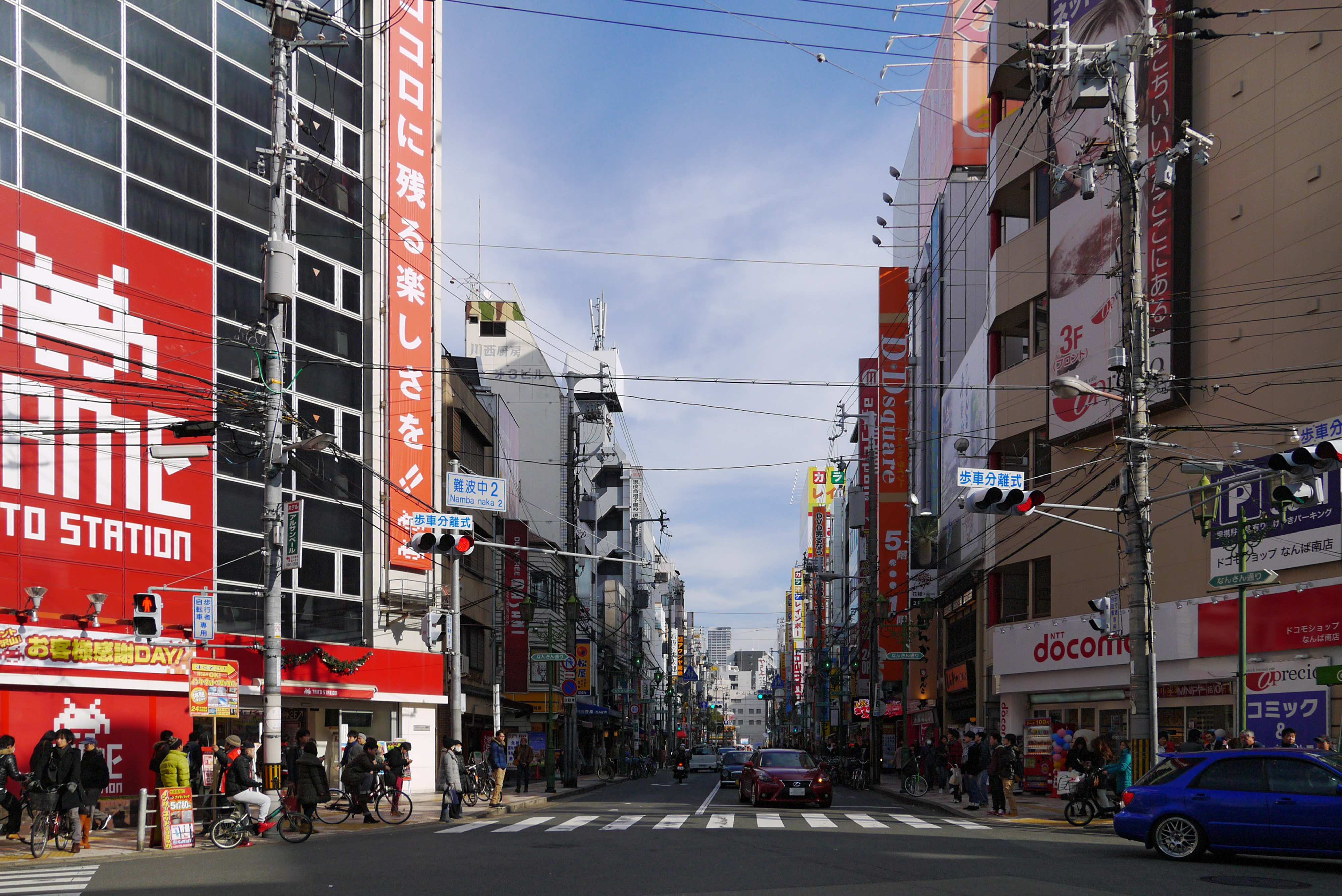
なんさん通り（2014年12月撮影）

でんでんタウンは、大阪府大阪市浪速区日本橋3丁目から5丁目周辺にかけて広がる電気街。また、オタク向けグッズなどを取り扱うサブカルチャーの街でもある。

## 概要
「日本橋（にっぽんばし）」や「ポンバシ」と通称されることも多い。 東京の秋葉原、名古屋の大須と並ぶ電気街として、「東のアキバ、西のポンバシ」とも称される。
日本橋は北側の中央区日本橋1～2丁目と、南側の浪速区日本橋3～5丁目に分かれている。電気街はおおむね浪速区側、北はなんさん通りから南は名呉橋跡の阪神高速1号環状線えびす町入口付近までの堺筋（日本橋筋）周辺に展開しており、最寄り駅は中央区日本橋に位置する地下鉄日本橋駅や近鉄日本橋駅ではなく、Osaka Metro堺筋線で一駅南の恵美須町駅や南海難波駅となる。メインストリートとなる堺筋には大型量販店等が軒を並べ、歩道には防犯カメラが設置されたアーケードが整備されている。なお、同じ日本橋でも中央区側は概ねミナミの歓楽街の一部と化し、金融機関の集中するエリアや履物問屋街（御蔵跡通り（おくらとどおり）通称：はきはきタウン）、黒門市場、国立文楽劇場などもある、電気街とは全く別の地域である。
ヨドバシカメラが梅田、ビックカメラが千日前、ヤマダ電機が難波（厳密には今宮で、大国町駅にも近い）へ相次いで巨艦店を出店したことや、ニノミヤやマツヤデンキの経営破綻、上新電機が日本橋の既存店舗を電気製品以外のホビー商品メインの店舗に切り替えたことなどもあって、家電量販店の数は徐々に減少し、堺筋にもコンビニエンスストア、飲食店等他業種の出店が徐々に増加している。家電以外に、電材や各種部品・工具等を扱う店舗もあり、電気街だけではない多岐に渡る趣味嗜好の専門店街を形成している。
堺筋の西側にも多くの店舗があり、特に通称「オタロード」と呼ばれる界隈が近年活況を呈している。正式名称は「日本橋筋西通商店街」だが、この呼称は地元でもほとんど使われない。
その他、近接する「五階百貨店」「日本橋商店会」と呼ばれる一帯には小規模な中古家電店や道具屋・古着屋などが密集しており、昔ながらの日本橋の雰囲気を醸し出している。
2005年からは、春分の日もしくは近日の日曜日に「日本橋ストリートフェスタ」が開催されている。年に一日限りという条件ではあるが、従来からの日本橋電気街の中心だった堺筋を約700メートルにわたって午後から夕方までの数時間歩行者天国として開放し、同時にパレードなどのイベントを行っている。2010年は主催者発表によれば20万人以上の来街者が集まった。

## 歴史

### 前史
往古は名呉（なご）の浜などと呼ばれた海岸だった。大坂市街が形成されていく江戸時代初期に、日本橋から名呉橋まで南北に長い町域となったこともあって、名呉町（なごまち。名護町とも表記）から長町（ながまち）に転訛したとされる。
当初は北から順に長町茂助町・長町清助町・長町尾張坂町・長町谷町・長町毛皮屋町・長町喜左衛門町・長町甚左衛門町・長町新助町と続き、南端が単に長町という町名だったが、元禄年間までに長町1～9丁目となった。1792年に長町1～5丁目が日本橋1～5丁目に改称され、長町は6～9丁目だけとなった。このときの日本橋と長町の境界は現在の中央区と浪速区の境界におおむね一致する。
市街縁辺部の街道筋に延びる長町には旅籠や木賃宿が立ち並んだ。都市流入人口の一時的な滞留地に加えて、失業者の滞留地の性格も次第に帯びるようになり、長町の東西に隣接する天王寺村・難波村・今宮村の各一部に当たる長町裏に大坂最大のスラム街が形成されるに至った。上方落語の「貧乏花見」には長町裏の住民が花見に出かける様子が描かれている。
1897年の大阪市第1次市域拡張の際に、難波村の全域と天王寺村・今宮村のそれぞれ大阪鉄道（現：JR西日本関西本線）以北が大阪市へ編入された。翌1898年の宿屋取締規則によって大阪市域における木賃宿の営業が禁止され、1903年の第5回内国勧業博覧会開催（現：天王寺公園・新世界の一帯が会場となった）に先だって長町裏スラムは一掃された。なお、大阪市域を逃れて木賃宿と長町裏スラムが移住した先が、市境の南に隣接する釜ヶ崎（あいりん地区）である。博覧会終了後は古着や古物を扱う店が軒を連ねたが、大正期に入ると徐々に古書店街へと変わって行き、神田神保町と並ぶ古書店街として知られるようになった。

### 電気街の始まり
第二次世界大戦後、自作のラジオ向け等のパーツや工具等を扱う店がこの界隈に現れたことが、電気街としてのこの街の始まりである。その後、冷蔵庫、洗濯機、テレビ等の家庭電化製品が発売されるにつれ、徐々に家電小売業への転換が進み、力をつけた電気店のいくつかは大型化・多店舗展開を行い、日本橋以外の郊外にも進出していく。その後も、昭和40～50年代のオーディオブームや、パソコン等のいわゆる情報家電の登場等、その時代時代に求められていた商品とともに、近畿一円に求心力を持つ「電気の街」「趣味の街」として成長した。値段の安さはもちろん、店員とのふれあい、値段交渉の駆け引き、掘り出し物を探す楽しさなどがあった。なお、値引き交渉などの慣習は現在でも一部で残っている。

### 家電量販店の苦悩
バブル経済崩壊後、景気が減速してくると情勢が変わり、電気店には以前に増して「安売り」が求められるようになった。かつては日本橋に来なければ手に入らなかった品物も、日本橋に本店を持つ量販店自らが出店した郊外の店舗で手に入るようになる。主力の商品も、パソコン等利益率の少ない商品に変わり、バブル期に巨大化した大型量販店は当時の投資が重荷となり、次第に体力を削っていく。

### 変化を繰り返す店舗
流行した業種に店舗が集中する歴史を繰り返しており、古くは家電量販店が、ある時期はパソコンショップや携帯電話の販売店、そして最近ではアダルトDVD販売店やメイド喫茶と、その時代によって特定業種が立て続けに出店する傾向を繰り返してきた。その結果、暫くすると同質的な競争に陥り、ブームが去ると次々と閉店し、跡地にはまた別業種の店舗が乱立するといった街の変化が繰り返されている。

### 失われつつある「電気街」
大阪市内では2001年、千日前にビックカメラ（なんば店）が、同じ年に梅田（大阪駅前）にヨドバシカメラ（ヨドバシ梅田）が進出したことに加え、大阪近郊でもロードサイドの大型家電量販店（コジマ・ヤマダ電機（現：ヤマダデンキ）・ケーズデンキなど）が開店していった。これにより、日本橋に来る人の流れが堰止められてしまったとの見方が強い。ミナミの玄関口である南海難波駅に近接しながら、繁華街の中心となる道頓堀（ちなみに日本橋という地名の由来である、橋梁としての日本橋は道頓堀川に掛かっている）や、地下鉄難波駅および、近畿日本鉄道・阪神電気鉄道の大阪難波駅とは反対方向に位置しており、南側は新世界にも隣接しているとはいえ、堺筋が日本橋3南交差点以北において北行きの一方通行であるなど車でのアクセスに難があることもあり、一般的な家電を求める客足は次第に梅田・千日前方面に遠のいていった。このため、主に近畿資本の家電量販店やパソコンショップ等、当地に複数店舗を展開していた企業では店舗の整理統合が進み、数を減らしていく。
2003年9月にマツヤデンキが、続いて2005年1月にはニノミヤが相次いで経営破綻。中川無線電機（中川ムセン）も雑貨中心の量販店ナカヌキヤに業態転換したが、最終的に日本橋からは撤退した。上新電機は未だ当地に複数の店舗を展開するも、店舗数は最盛期の半分程度に減少し、現存する店舗もその多くを家電製品以外の各種専門店（おもちゃ、CD・DVD等）に業態転換している。家電に次いで日本橋の顔となっていたパソコン販売店も2005年にスタンバイが廃業、2006年にはOAシステムプラザが撤退、ソフマップも日本橋地区の店舗を集約。また、前述のニノミヤは2007年6月に日本橋本店を閉鎖し、法人も解散した。マツヤデンキは2003年に経営破綻したあと、日本橋から一時期撤退し、その後小規模な携帯電話専門店で再進出したがこちらも2009年には撤退している。この時期、でんでんタウン協栄会では年2回であった一斉セールを一時月1回に増やすなど巻き返しを狙った。
2006年3月10日には、でんでんタウンの近くにあるなんばパークス南側にヤマダ電機の都市型大型店舗の第一号店である『LABI1 なんば』が、2019年6月7日には、南海難波駅近くの旧大阪市立精華小学校の跡地にエディオンなんば本店がそれぞれオープンした。これらの出店により、日本橋電気街から半径数百メートルの範囲内で、大型家電量販店であるLABI1なんば、ビックカメラなんば店、エディオンなんば本店、以前からある上新電機、その他の中小家電量販店が競合している。
2013年8月20日には、「来た・見た・買うた（末期は「買った」へと変更）の喜多商店」のキャッチコピーで知られていた老舗家電店である喜多商店が予告なく閉店した。

### 「オタロード」の誕生

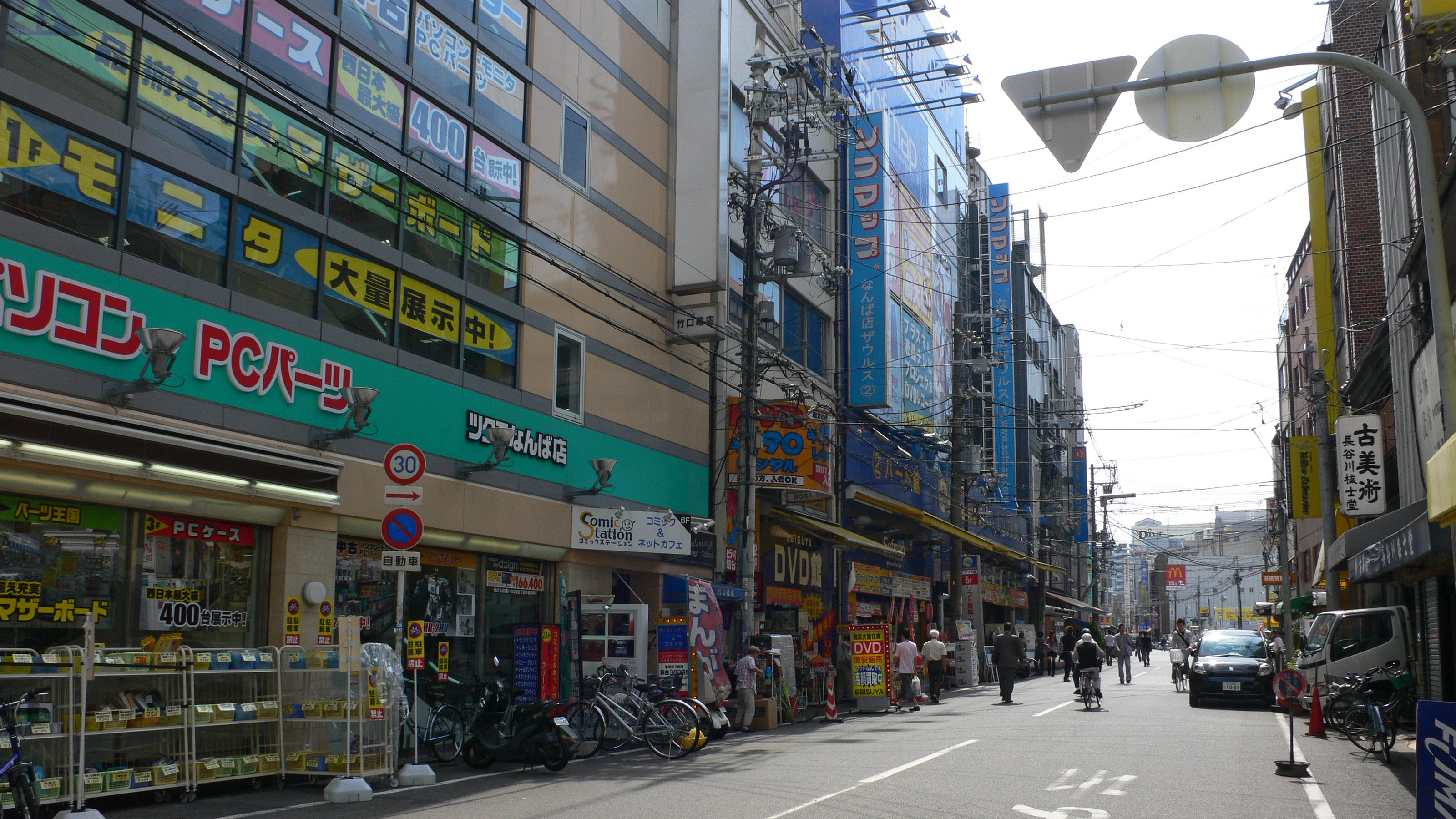
オタロード北端、なんさん通りから望む

1970年代まで堺筋の西側にある「日本橋筋西通商店街」（現：オタロード）は、日三家具（1996年にOCATに移転後、2009年に破産）をはじめとして家具店が集中するエリアであったが、1980年代以降、時代の変遷とともに家具店に代わって自作PC店が集積するようになった。しかし、2000年代初め頃になると自作PC店が撤退し、その空き店舗にサブカルチャー系の店舗が入店するようになり、徐々にオタロードが形成されていった。「日本橋筋商店街振興組合」の担当者によると、堺筋の電器店とサブカルチャー専門店が対立したこともあったので、サブカルチャー専門店が堺筋を避けた可能性もある。
「オタロード」という呼称が定着したのは、2010年頃と言われている。インターネット上で自然発生的に「（でんでんタウンの）オタク通り」と称されるようになり、転じて「オタロード」の名称が定着した。なお、名称の起源については電子掲示板からであるとする説もある。
店舗の集積は日本橋筋商店街から北西へ広がり、南海難波駅前から日本橋筋につながる「なんさん通り」を含むようになり、さらにメインストリートの西側にあった片側一車線の「日本橋筋西通商店街」の両サイドにもマニア・オタク向けのパーツショップ、同人誌、コスプレ、フィギュアや鉄道模型などの店が多数進出するようになる。当初は地元資本の店が多かったが、後に東京資本の「アニメイト」「ゲーマーズ」「とらのあな」「ホビーベースイエローサブマリン」「メロンブックス」「ホワイトキャンバス」なども進出（堺筋周辺にも「K-BOOKS」「ポポンデッタ」「まんだらけ」などが進出）。なお、これら東京本社の企業の店舗では、当該店舗の支店名について東京都内の日本橋と区別するため、「日本橋店」ではなく「なんば店」と称しているところも多い。
東京資本以外では「エーツー」（本社：静岡市）、「ボークス」（本社：京都市）などが出店している。
その後コスプレ系飲食店（メイド喫茶・コンセプトカフェなど）などが多数進出している。こちらはチェーン化されていない地元資本の出店が多いが、2011年に、東京資本の「メイドカフェ めいどりーみん」が出店している。また、これらは堺筋周辺にも多く出店している（こちらも2019年6月に東京資本の「@ほぉ〜むカフェ」が進出）。

### 現在
以下は2020年現在の情報である。
かつてのメインストリートだった堺筋の賑わいは大幅に減少した。その代わり、現在は難波駅や千日前の歓楽街に近いなんさん通りやオタロード周辺が賑わっており、なんさん通りやオタロード周辺において、いわゆるオタク向けの中小規模店舗が増えている。
ただし、堺筋でも日本橋3丁目から4丁目までは、なんさん通りやオタロードからの流れ込みもあることから、多少の賑わいを維持している。しかし、かつて隆盛を誇っていた日本橋5丁目（恵美須町駅周辺から日本橋4交差点までの地域）は衰退が激しく閑散としている。
2000年代以降に大型家電量販店の多くが閉店し、その退店跡にはボークスといったフィギュアやガレージキット・鉄道模型などのホビー関連の商品を扱う専門店やトレーディングカード・コスプレ衣装・同人誌等の販売店舗の入居が増えている。
後継テナントが確保できなかった大型物件については、その多くが売却・解体され、跡地にマンションが建設されることも多い。リーマン・ショックが始まるとマンション建設は停滞したが、2020年頃にはマンション建設が再度増えている。
新型コロナウイルス感染症の流行以前、家電販売店の中に免税店として海外からの旅行客向けに商品を強化する店舗が増えていた。海外とりわけ中国や韓国等のアジアおよび中東を中心とした団体観光客が立ち寄る姿が多く見られた。コロナ流行後はそのような状況も見られなくなっていたが、コロナウイルスが感染症の予防及び感染症の患者に対する医療に関する法律（感染症法）上の「5類」になった2023年5月以降は、再び外国人団体客が多く見られるようになった。
関西資本の大手家電量販店が中心となった以前の「電気街」としての様相はほぼなく、大手家電店は上新電機だけとなってしまい、2020年には日本橋店（J&Pテクノランドにディスクピア、一番館を統合）とスーパーキッズランドの中規模二店舗を残すのみとなった。インバウンド観光客を対象にしたスーパーでんでんランドも、コロナの流行による来日客減少のため閉店した。
中小企業の家電店舗も少なくなっている一方、高級オーディオ関連の商品を扱う専門店とアナログレコード専門店は数店営業しており、こちらは以前からの固定客も多い。さらに老舗電子部品店「シリコンハウス（共立電子産業）」の周辺に関西資本ではない電子部品店である千石電商とマルツ（2023年5月20日閉店）が出店しているため電子部品の入手性はそれなりに確保されている。このように電気街としての性格はある程度保たれてはいる。

### 治安問題
近年は治安や風紀の乱れが問題視されており、マジコンや海賊版、裏ビデオ・DVDなどの違法商品・脱法商品を販売する店舗や、闇カジノを運営する業者の摘発が続いている。
週末には外国人観光客を含む多くの来街者が訪れるが、路上への駐車・駐輪、沿道の店舗によるはみ出し陳列、メイド喫茶等の違法な客引きやビラ配布による道路の違法占有が横行している。そのことにより、通行車両・歩行者共々が通行しにくい状況が常態化しており、2025年には大阪府警察による一斉取り締まりが行われることとなった。同年にはオタロードに近い中央区内を含めたコンカフェ数店が府警から摘発されている。

## 日本橋プロジェクト
2009年から、『日本橋プロジェクト』と銘打ち、日本橋を活性化する一環として実施され、でんでんタウンをはじめとした日本橋地区の地域振興企画が行われており、いとうのいぢがデザイン・作画を担当した『音々（ねおん）ちゃん』（声 - 松岡由貴）と、音々ちゃんの妹『光（ひかり）ちゃん』（声 - ささきのぞみ）をイメージキャラクターに据えている。それに因んだ、キャラクターグッズ等が展開され、堺筋沿いに設置されている案内所では、パンフレットの配布と、担当声優の案内放送やアニメのプロモーション映像もある。ちなみに、セミプロのイルカ工房の手により『音々（ねおん）ちゃん』の着ぐるみ（人型メルヘン系マスクプレイ型）が製作され、日本橋ストリートフェスタをはじめ各種イベントで活動している。2010年以降目立った活動は行われていなかった時期があったが、2018年3月現在は再び活動の場を増やしている。

### 日本橋ストリートフェスタ
毎年春分の日（もしくは近隣の日曜日）に堺筋を中心に開催されるイベントで、日本橋3南交差点 - 恵美須入路交差点間において堺筋が歩行者天国になり、様々なステージイベントや、コスプレをした参加者の撮影会、周辺のメイドカフェのメイド達のパレードなどが繰り広げられる。付近の駐車場（とりわけJT跡のタイムズ大阪難波）では痛車が集結し、さながら展示会の様相を呈する。なお2011年は東北地方太平洋沖地震（東日本大震災）の影響により、2020年・2021年・2022年は2019新型コロナウイルスの感染拡大の影響により、それぞれ中止となった。さらに2023年はコロナウイルスの流行に加え、前年の2022年10月に韓国のソウル・梨泰院で発生した群集事故を受けての警備上の困難を理由に、開催断念が発表された。その後、コロナウイルスの5類化に伴って開催規制が大幅に緩和され、2024年より開催時期を5月に変更した上で再開されることとなった。

## ラジオでんでんタウン
- でんでんタウン協栄会が提供するラジオ大阪の番組（毎週月曜19時05分～19時20分、スパメン!内）。パーソナリティは現在Span!。毎年、当番組の女性パーソナリティをタレント公開オーディションにて決定しており、期間中は日本橋総合案内所でもオーディションへの投票ができる。2013年12月30日に放送終了[23]。

### 女性パーソナリティオーディション
|                 | パーソナリティ | でんでんリポーター | 公開オーディション参加メンバー                                 |
| --------------- | -------------- | ------------------ | -------------------------------------------------------------- |
| 初代（2006年）  | 谷亜里咲       |                    |                                                                |
| 2代目（2007年） | 鎌田奈津美     |                    |                                                                |
| 3代目（2008年） | 森はるか       |                    | 青山沙也香、沢菜々子、中村葵、藤井美由紀、森はるか、吉村紗弥   |
| 4代目（2009年） | 安藤輝子       |                    | 安藤輝子、泉川朱里、木下 愛有未、仔雪、藤井麻貴、宮瀬れい      |
| 5代目（2010年） | 小塚麻央       | 篠山あかり         | 伊藤綾美、稲実栞、小塚麻央、咲木みゆき、篠山あかり、丸山智英子 |
| 6代目（2011年） | 中村葵         | 藤村椿             | 坂口佳澄、桜泉、佐藤夢、中村葵、藤村椿、前田侑里               |

## アクセス
鉄道
でんでんタウンの内部に出入口を持つ駅はOsaka Metro堺筋線恵美須町駅のみであり、他の駅からは徒歩である程度の時間を要する。通称が「日本橋」であるが、「日本橋駅」は最寄ではない。なお、恵美須町駅ホームの駅名標には「日本橋筋」という愛称が括弧付きで付けられている。
- 恵美須町駅：Osaka Metro堺筋線
- 恵美須町停留場 ：阪堺電気軌道阪堺線
- 地下鉄なんば駅：Osaka Metro（御堂筋線）
- 南海なんば駅：南海電気鉄道（南海）
- 大阪難波駅：近畿日本鉄道（近鉄）・阪神電気鉄道（阪神）
- 今宮戎駅：南海高野線
- 地下鉄日本橋駅：Osaka Metro（千日前線・堺筋線）
- 近鉄日本橋駅：近鉄

## ギャラリー

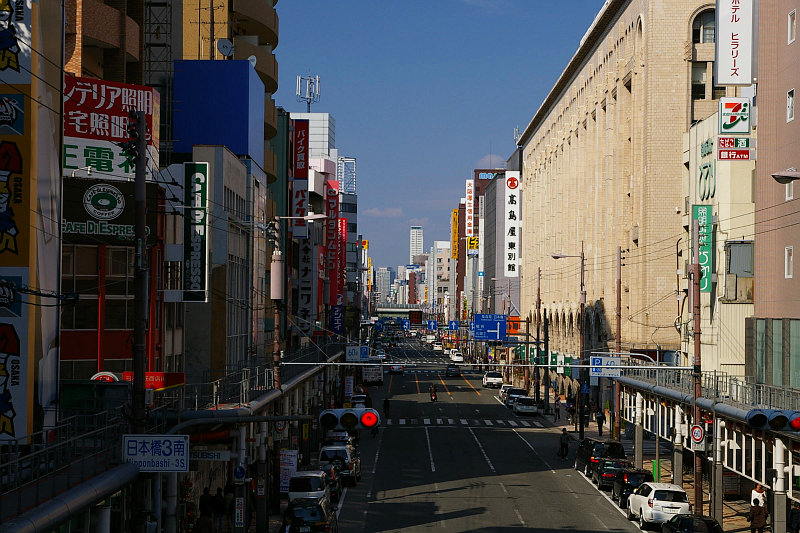
日本橋2～3丁目、堺筋 髙島屋東別館付近
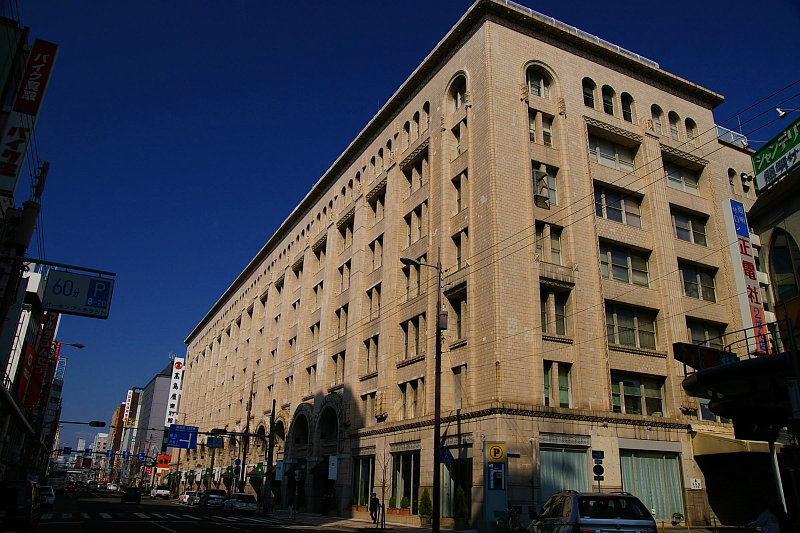
髙島屋東別館・旧松坂屋大阪店（1934年竣工）
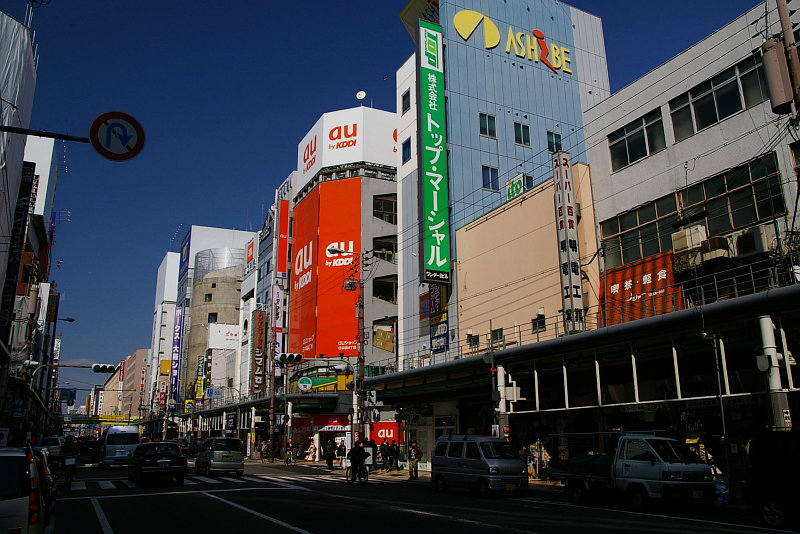
日本橋3丁目、堺筋
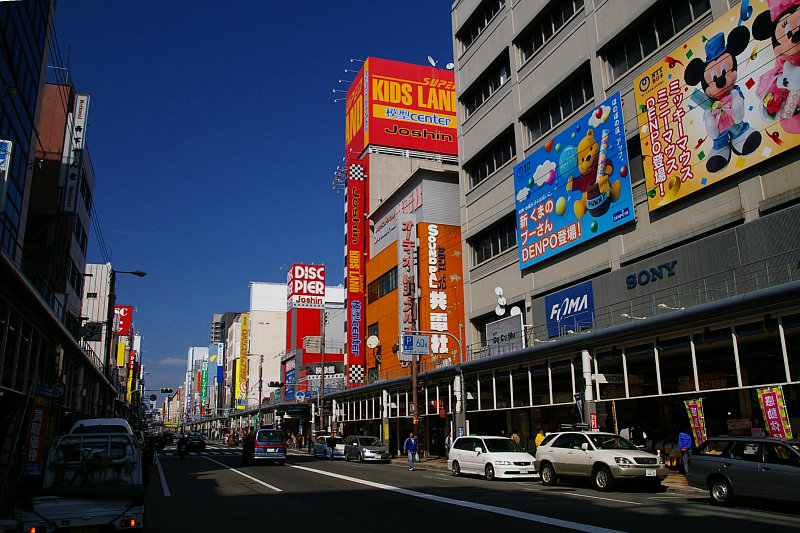
日本橋5丁目、堺筋 NTT日本橋ビル付近
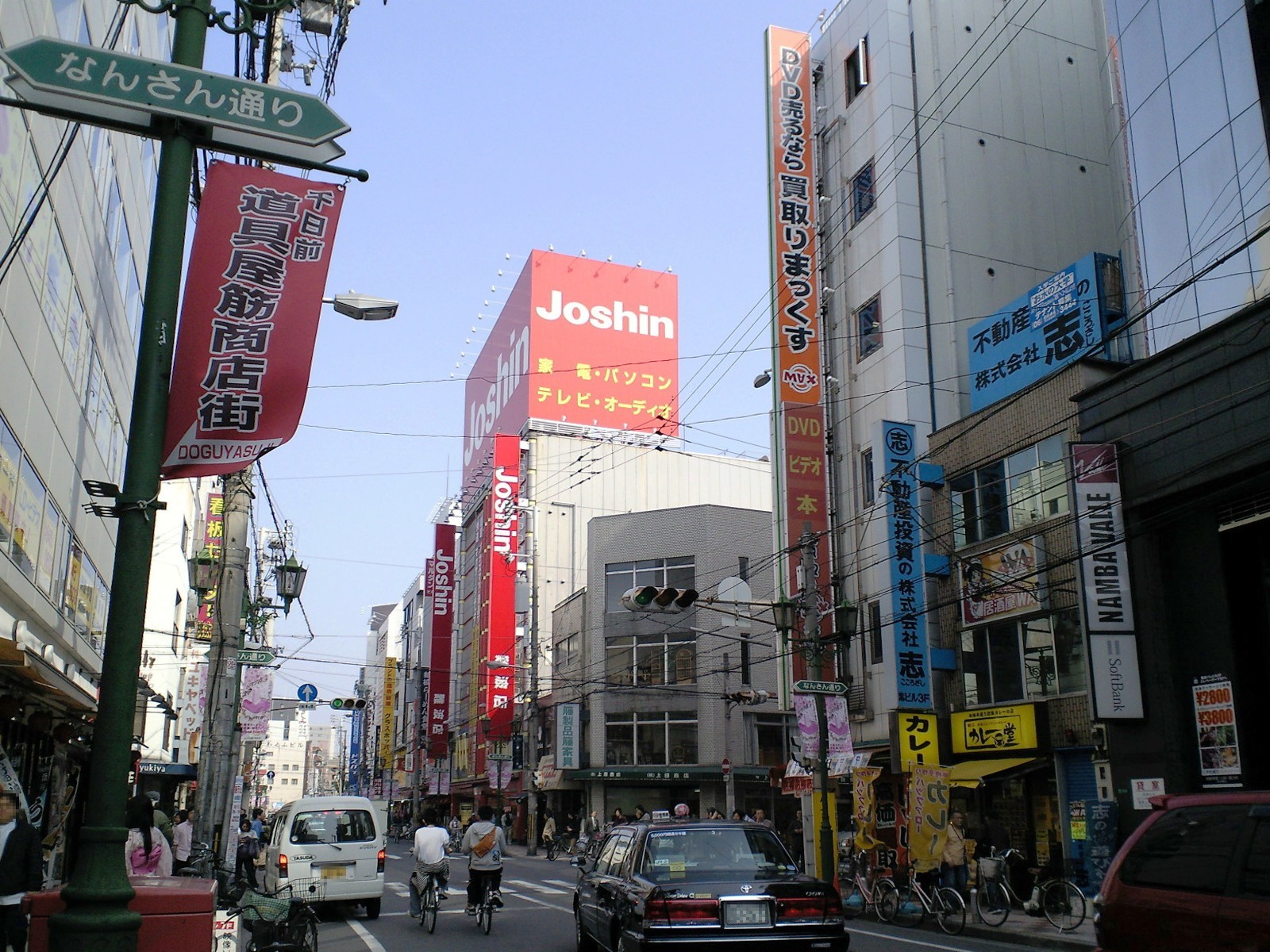
なんさん通り 中央区難波千日前付近
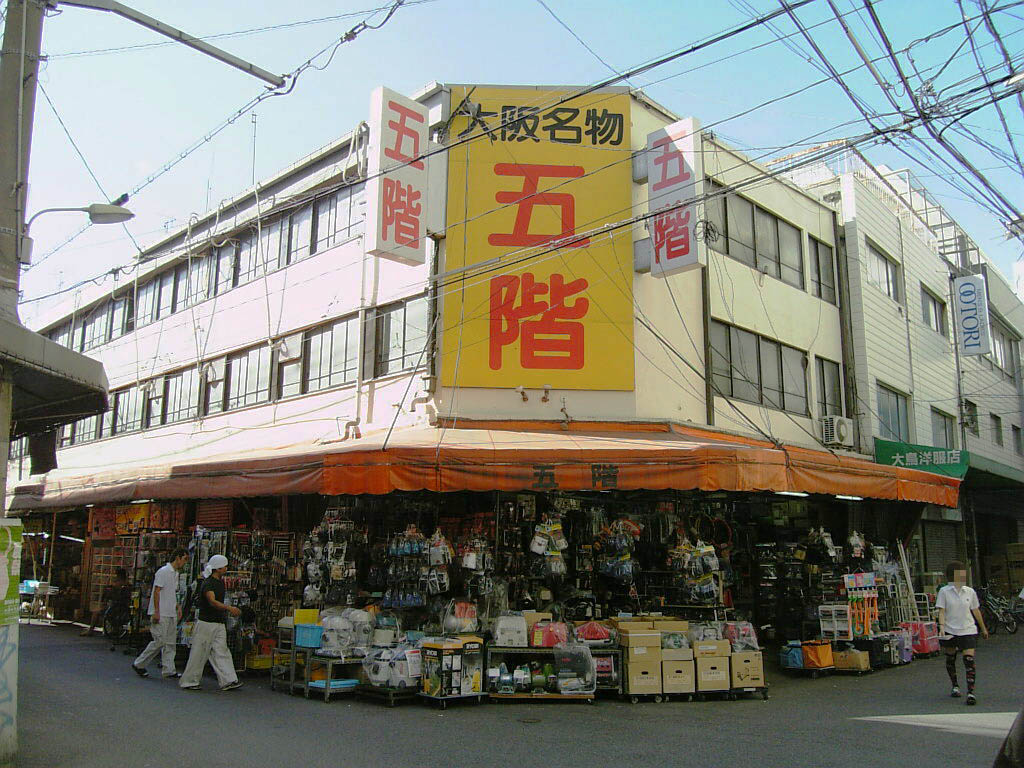
でんでんタウン西側裏通りにある「五階百貨店」
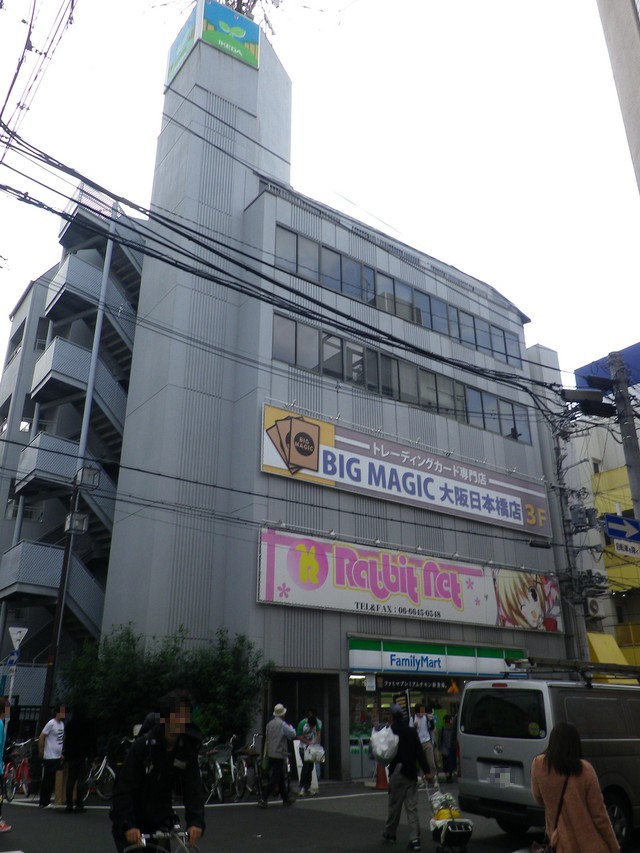
日本橋4丁目、池田ビル （ファミリーマート日本橋四丁目店・ラビットネット・BIG MAGIC大阪日本橋店が入居。）
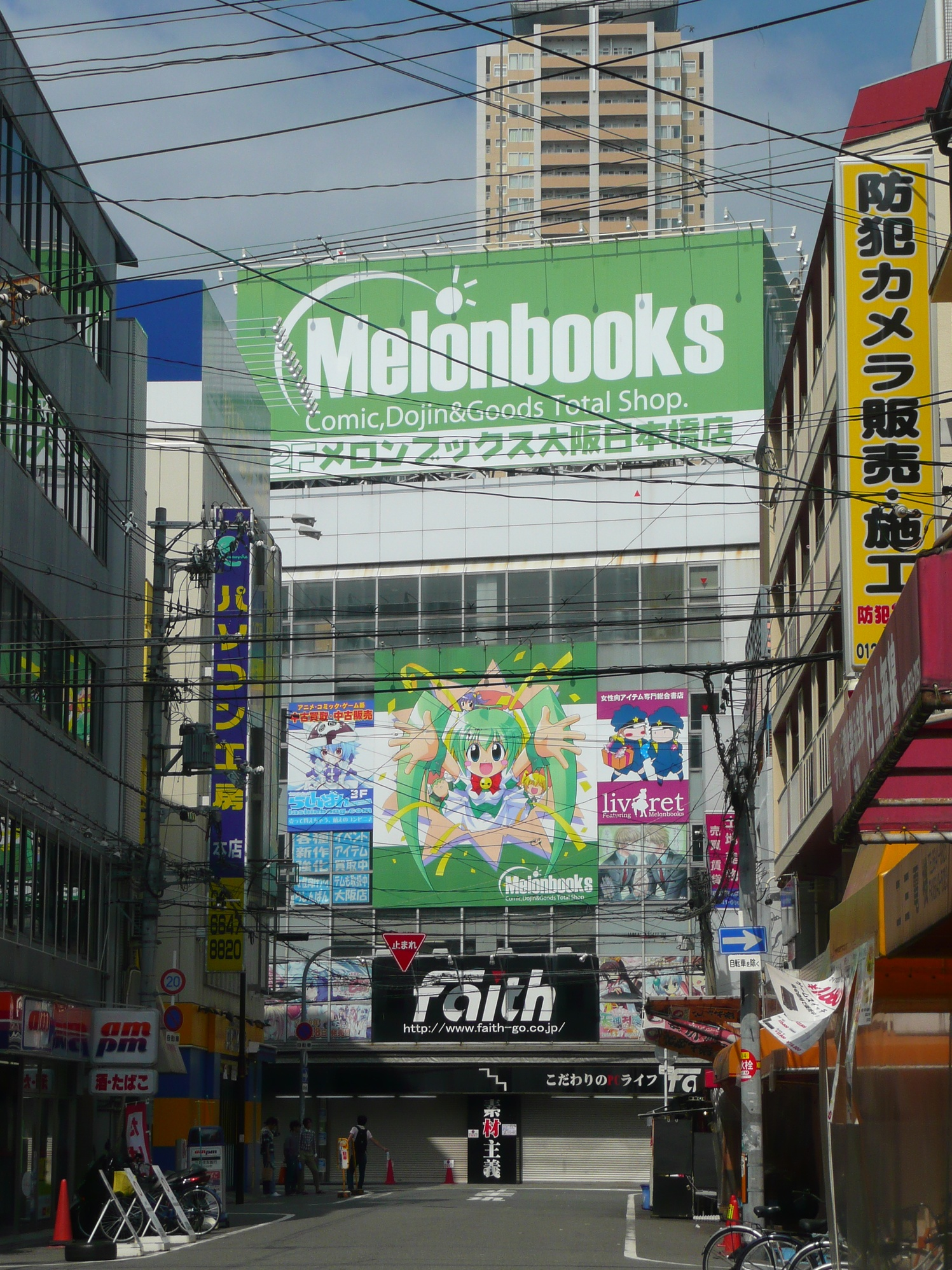
日本橋西1丁目、池田ビル2号館 （ユニットコム本社。アニメイト大阪日本橋店・メロンブックス大阪日本橋店・らしんばん大阪店が入居。かつてはニノミヤムセンPC X-TOWN・フェイス大阪日本橋店が入居していた。）